# Neutrodiaptomus
Neutrodiaptomus là một chi động vật giáp xác trong họ Diaptomidae. Các loài đặc hữu của Nhật Bản là N. formosus được xếp vào nhóm thiếu dữ liệu trong Sách Đỏ.

## Các loài
Các loài trong chi Neutrodiaptomus gồm:
- Neutrodiaptomus alatus Hu, 1943
- Neutrodiaptomus amurensis (Rylov, 1918)
- Neutrodiaptomus formosus (K. Kikuchi, 1928)
- Neutrodiaptomus genogibbosus Shen, 1956
- Neutrodiaptomus incongruens (Poppe, 1888)
- Neutrodiaptomus lianshanensis Sung et al., 1975
- Neutrodiaptomus liaochengensis Chen et al., 1992
- Neutrodiaptomus lobatus (Lilljeborg, 1889)
- Neutrodiaptomus mariadvigae (Brehm, 1921)
- Neutrodiaptomus minutus (Lilljeborg in Guerne & Richard, 1889)
- Neutrodiaptomus nanaicus Borutsky, 1961
- Neutrodiaptomus okadai (Horasawa, 1934)
- Neutrodiaptomus ostroumovi (Stepanova, 1981)
- Neutrodiaptomus pachypoditus (Rylov, 1925)
- Neutrodiaptomus sklyarovae Markevich, 1985
- Neutrodiaptomus tumidus Kiefer, 1937
- Neutrodiaptomus tungkwanensis Shen & Song, 1962